# Paproć Barnsleya

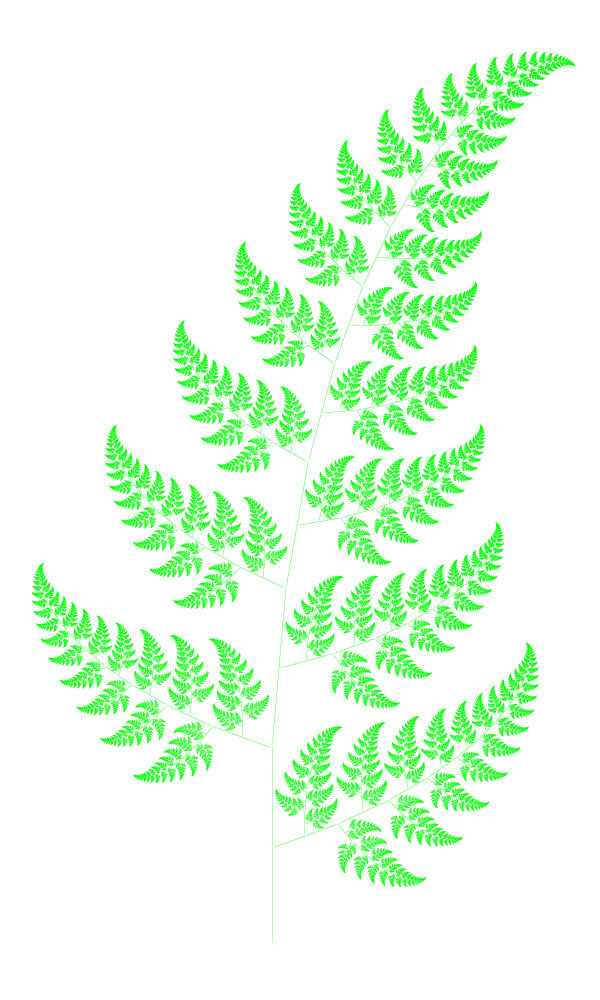
Paproć Barnsleya

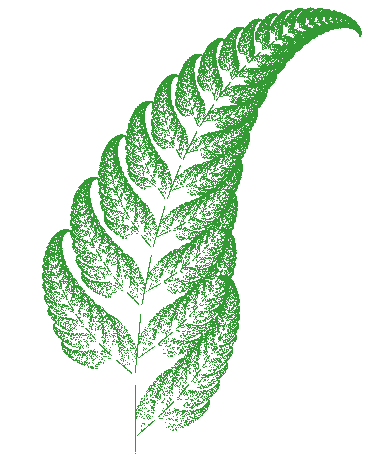
Paproć Barnsleya

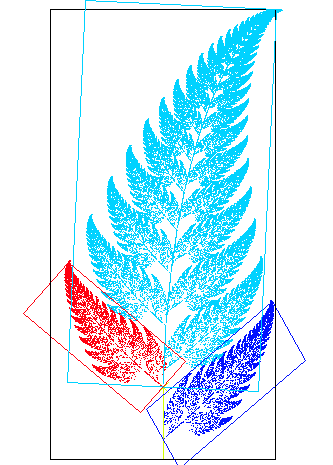
Przekształcenia IFS

Paproć Barnsleya (paprotka Barnsleya, fraktal liść paproci) – fraktal znany ze względu na uderzające podobieństwo do liści paproci występujących w naturze, spopularyzowany przez Michaela F. Barnsleya. Jest to przykład złożonego obiektu, który może być opisany za pomocą zaledwie czterech przekształceń afinicznych (zob. Barnsley (1993), s. 86) jako atraktor następującego systemu funkcji zwężających (IFS – system funkcji iterowanych):
{\displaystyle f_{1}(x,y)=(0.85x+0.04y,-0.04x+0.85y+1.6)}
{\displaystyle f_{2}(x,y)=(-0.15x+0.28y,0.26x+0.24y+0.44)}
{\displaystyle f_{3}(x,y)=(0.20x-0.26y,0.23x+0.22y+1.6)}
{\displaystyle f_{4}(x,y)=(0,0.16y).}
Aby wygenerować fraktal, należy użyć powyższych przekształceń w sposób losowy w następujących proporcjach: 85:7:7:1.

## Algorytm
Algorytm generowania tego fraktala polega na procesie iteracji (wielokrotnego przekształcania) współrzędnych rysowanego punktu. Początkowo losowo wybiera się współrzędne punktu, a następnie również losowo wybiera się jedno z przekształceń afinicznych z odpowiednim prawdopodobieństwem. Po obliczeniu nowych współrzędnych punktu, proces powtarza się określoną liczbę razy.

## Przykładowy programy (Matlab)

Animacja przedstawiająca paproć Barnsleya dla różnej liczby powtórzeń algorytmu IFS

Program napisany w Matlabie generujący paproć widoczną na animacji obok:
```
for
 
max_step
=[
1000
 
10000
 
50000
  
100000
  
500000
];

    
x
=
zeros
(
1
,
max_step
);

    
y
=
zeros
(
1
,
max_step
);

    
for
 
n
=
1
:
max_step

        
r
=
rand
();

        
if
 
r
<=
0.01

            
x
(
n
+
1
)=
0
;

            
y
(
n
+
1
)=
0.16
*
y
(
n
);

        
elseif
 
r
<=
0.08

            
x
(
n
+
1
)=
0.2
*
x
(
n
)
-
0.26
*
y
(
n
);

            
y
(
n
+
1
)=
0.23
*
x
(
n
)
+
0.22
*
y
(
n
)
+
1.6
;

        
elseif
 
r
<=
0.15

            
x
(
n
+
1
)=
-
0.15
*
x
(
n
)
+
0.28
*
y
(
n
);

            
y
(
n
+
1
)=
0.26
*
x
(
n
)
+
0.24
*
y
(
n
)
+
0.44
;

        
else

            
x
(
n
+
1
)=
0.85
*
x
(
n
)
+
0.04
*
y
(
n
);

            
y
(
n
+
1
)=
-
0.04
*
x
(
n
)
+
 
0.85
*
y
(
n
)
+
1.6
;

        
end

    
end

    
plot
(
x
,
y
,
'.'
,
'Color'
,
 
'g'
,
 
'MarkerSize'
,
1
)

    
title
([
'N = '
 
num2str
(
max_step
)])

    
drawnow

    
pause
(
0.5
)

end

```

## Literatura
- Barnsley, Michael F., and Hawley Rising. Fractals Everywhere. Boston: Academic Press Professional, 1993. ISBN 0-12-079061-0.